# Dysidea flabellum
Dysidea flabellum är en svampdjursart som först beskrevs av Lendenfeld 1885.  Dysidea flabellum ingår i släktet Dysidea och familjen Dysideidae. Inga underarter finns listade i Catalogue of Life.